# Maria (Madagaskar)
Maria is een plaats en commune in het noordwesten van Madagaskar, behorend tot het district Maevatanana, dat gelegen is in de regio Betsiboka. Tijdens een volkstelling in 2001 telde de plaats 6.894 inwoners.
De plaats biedt enkel lager onderwijs aan. In de plaats bevindt zich een ziekenhuis, die burgers toegang biedt tot medische hulp. 90 % van de bevolking werkt als landbouwer, 7 % houdt zich bezig met veeteelt en 2 % verdient zijn brood als visser. Het belangrijkste landbouwproduct is rijst; andere belangrijke producten zijn bananen, suikerriet, maniok en zoete aardappelen. Verder is 1% actief in de dienstensector.